# Le Chesnay
Le Chesnay korábbi község (település) Franciaországban, Yvelines megyében. 2019. január 1-jén Rocquencourt községgel egyesült és delegált községként Le Chesnay-Rocquencourt új község része lett.
Lakosainak száma 27 683 fő (2018. január 1.). Le Chesnay Vaucresson, La Celle-Saint-Cloud, Rocquencourt és Versailles községekkel határos.

## Népesség
A település népességének változása:
| Lakosok száma | 28 640 | 28 512 | 28 558 | 27 690 | 27 683 |
|               | 2013   | 2015   | 2016   | 2017   | 2018   |

## Fontos személyek
- Laura Georges, labdarúgó
- Nicolas Godin (1969), az Air tagja
- Nicolas Anelka (1979), labdarúgó
- Tristan Gommendy (1979), autóversenyző
- Sébastien Rouault (1986), úszó
- Victor Wembanyama (2004), kosárlabdázó